# بارباتوس

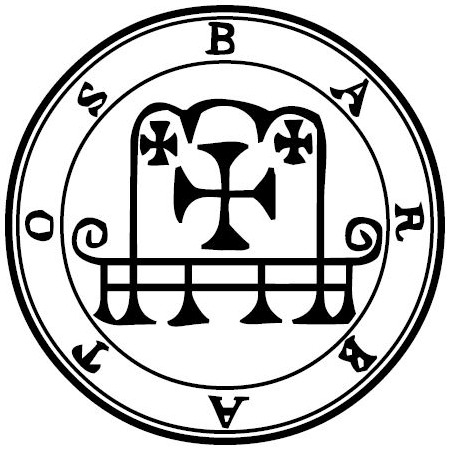
سیگیل بارباتوس در کلید کوچکتر سلیمان

بارباتوس (به انگلیسی: Barbatos) هشتمین شبحی است که در فهرست ۷۲ شیاطین کلید کوچکتر سلیمان نامگذاری شده است. طبق گفته کتاب‌های جادو او در دوزخ دارای درجه دوک است و مانند بوئر زمانی که خورشید در برج قوس است ظاهر می‌شود. در صورت احضار کردن بارباتوس او به همراه چهار پادشاه نجیب و همراهانشان با لشگری بزرگ از سپاهیان ظاهر میشود. بارباتوس به احضار کننده‌اش توانایی درک کردن زبان گفتاری حیوانات مانند آواز پرندگان و پارس کردن سگ‌ها را میدهد. او میتواند گنجینه‌هایی که توسط افسون جادوگران پنهان شده‌اند را نمایان کند و اتفاقات گذشته و آینده را بازگویی کند. بارباتوس فرماندهی ۳۰ لژیون اشباح را در دوزخ بر عهده دارد و زمانی به راسته فرشتگان با فضیلت تعلق داشت.
در گریمویزر اعظم بارباتوس ششمین شبح از هجده اشباحی است که به هفت شبح برتر خدمت می‌کند، یعنی او به همراه پرسون، آمون و آستاروث تحت فرمان ساتاناچیا قرار دارد.

## فرهنگ عامه
- در بازی ویدئویی گنشین ایمپکت بارباتوس نام یکی از عناصر چهارگانه آرکون، و خدای سرپرست موندستادت است.[۳]
- در بازی ژاپنی !Obey Me بارباتوس به‌عنوان سرپیشخدمت شاهزاده شیطان به تصویر کشیده شده‌است و یکی از شخصیت‌هایی محسوب می‌شود که بازیکن می‌تواند با او ارتباط عاشقانه داشته باشد.
- در انیمه و مانگای ژاپنی، به مدرسه شیاطین خوش اومدی ایروما! بارباتوس در نقش مربی پروتاگونیست داستان، ایروما سوزوکی به نمایش درآمده‌است.[۴]